# Kirche Luppa

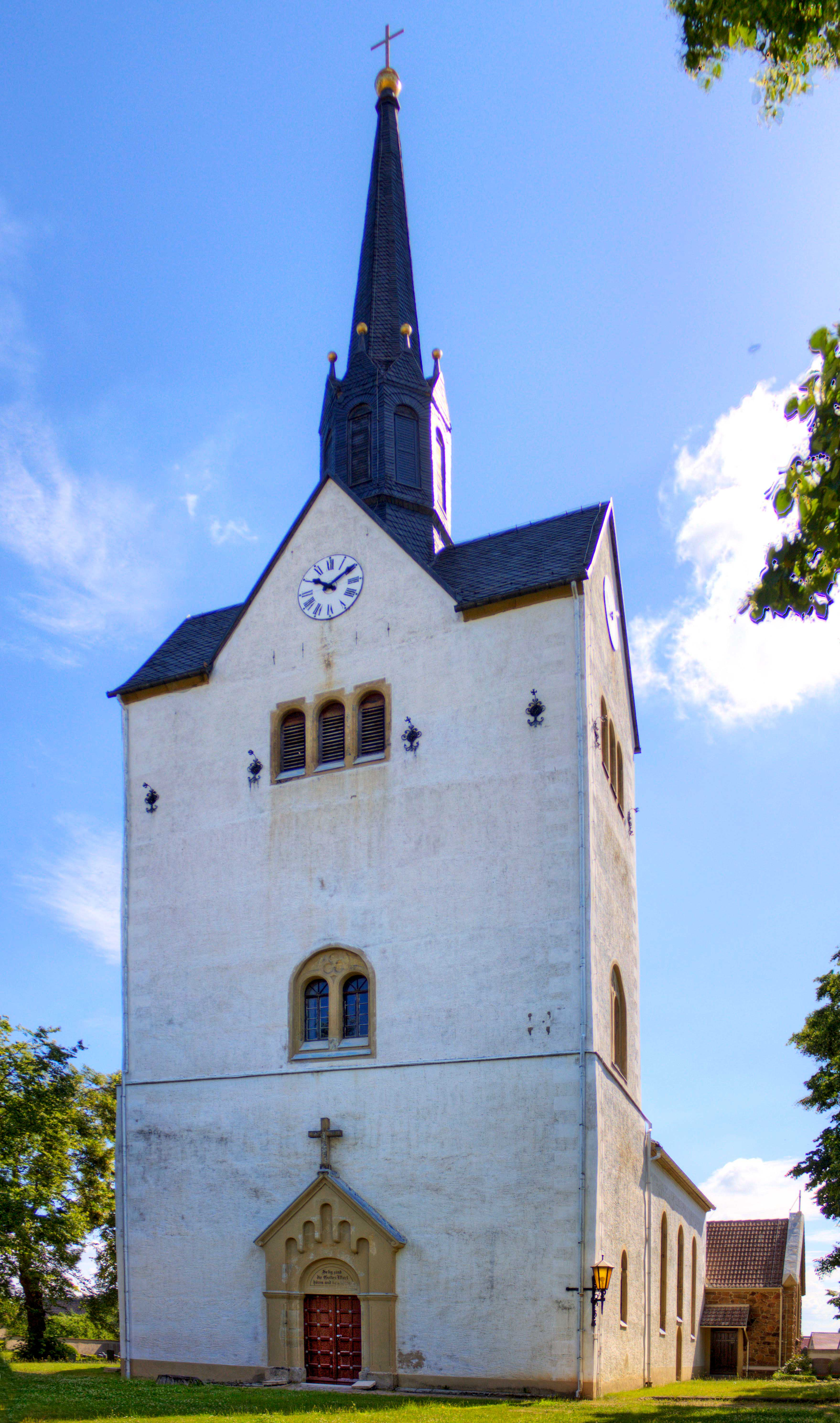
Kirche Luppa (2014)

Die Kirche Luppa ist ein Kirchengebäude der Evangelisch-Lutherischen Landeskirche Sachsens in Luppa im sächsischen Landkreis Nordsachsen. Mit ihrem 54 Meter hohen Turm ist die Kirche das Wahrzeichen im Ortsbild von Luppa.

## Gestalt und Entwicklung
Der Sakralbau ist eine Saalkirche. Beim Baukörper handelt es sich um einen verputzten Bruchsteinbau mit leicht eingezogenem Chor und Apsis. Der markante Kirchturm hat Dachreiter und Giebel. Es finden sich Baustil-Elemente aus Romanik, Gotik, Barock, Klassizismus und Historismus.
Der Ursprung der Kirche reicht zurück in das späte 12. oder frühe 13. Jahrhundert: 1220 wurde sie dem Kloster zum Heiligen Kreuz in Meißen geschenkt. Erstmals erwähnt wurde Deutschluppa mit seiner Kirche im Jahr 1213 in einer Urkunde des Markgrafen Dietrich dem Bedrängten. Im Hussitenkrieg brannte die Kirche teilweise ab, sie wurde wieder aufgebaut.
Umbauten erfolgten in den Jahren 1628, 1730 bis 1734, 1835, 1872 und 1898 (Turmgiebel). 1985 und 1986 wurde der Außenputz erneuert und zweifach gestrichen. Dabei wurde auch der Dachreiter neu eingedeckt.

## Innengestaltung

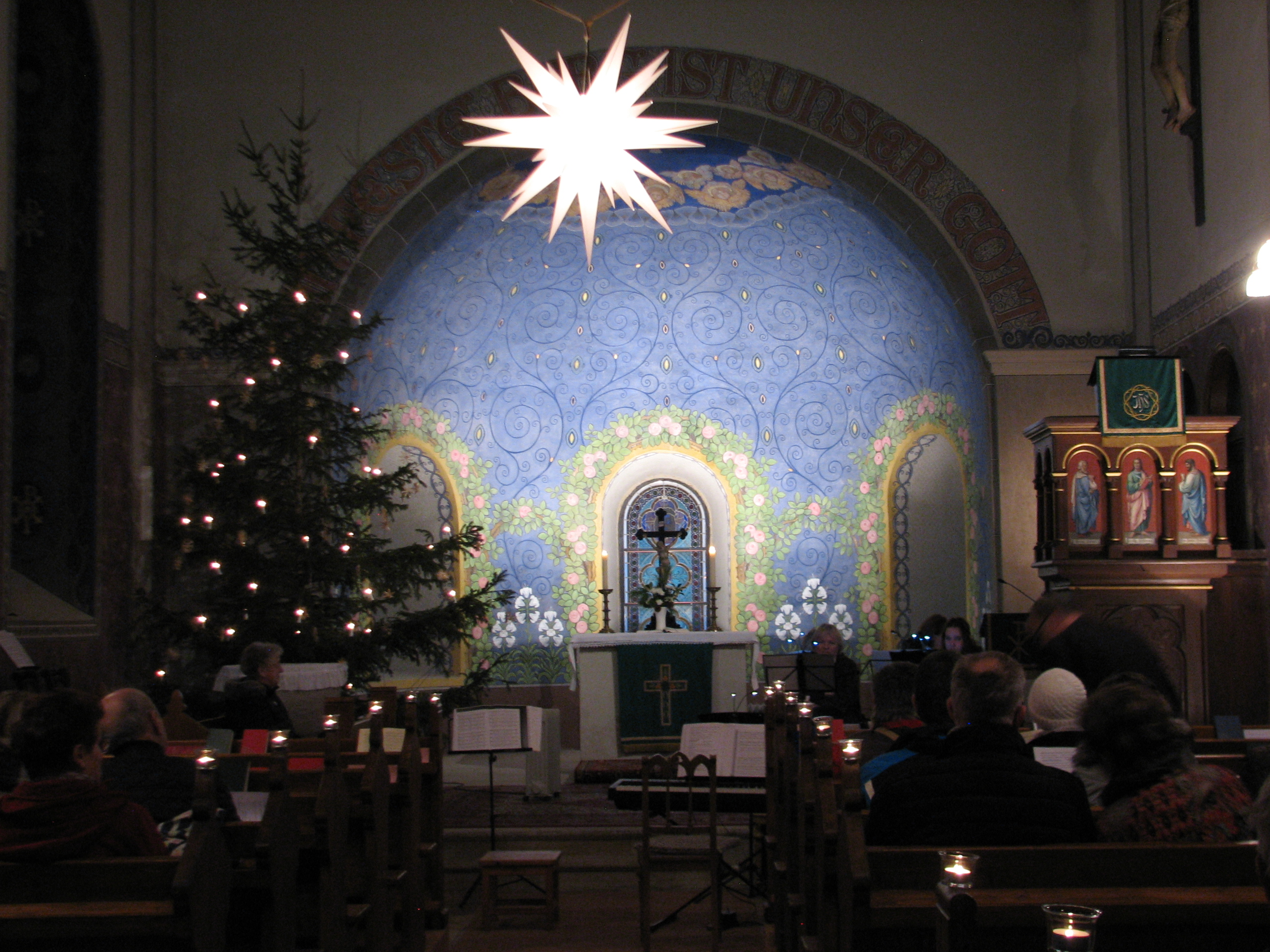
Blick auf Chorraum und Kanzel (Foto vom Ende der Weihnachtszeit am 2. Februar 2020)

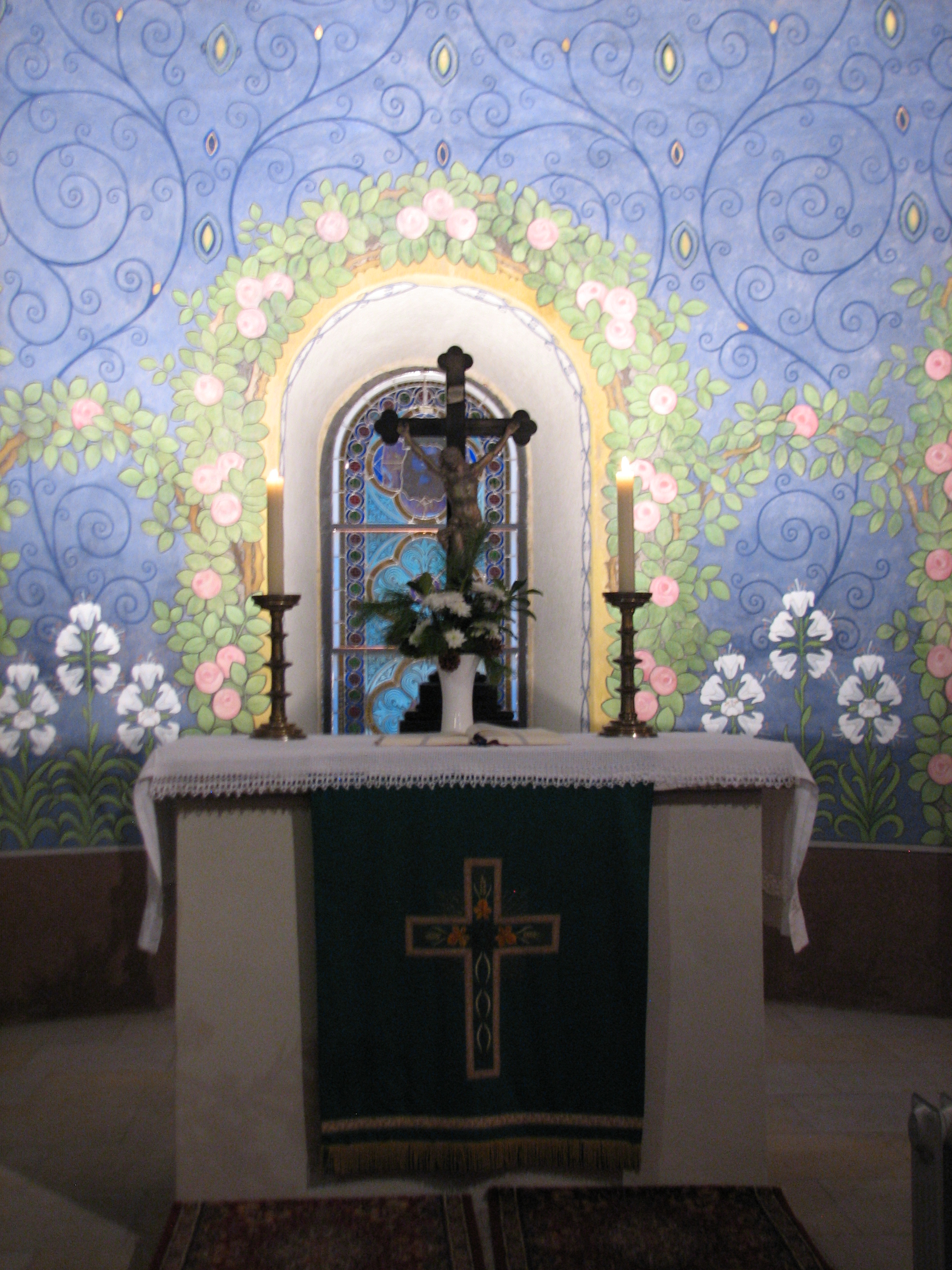
Altar und Kruzifix

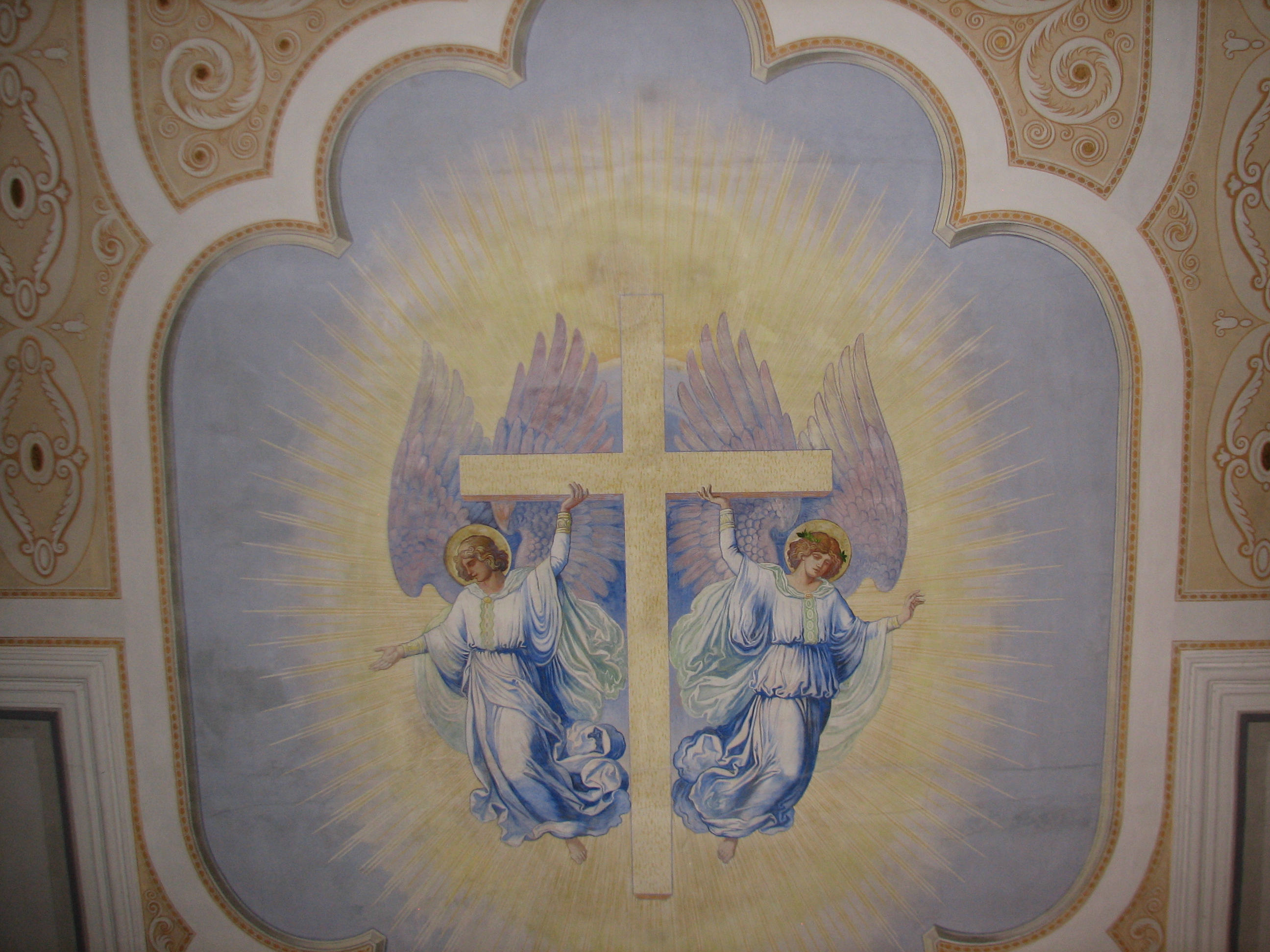
Deckengemälde

Am 10. Mai 1434 weihte Weihbischof Augustinus den Altar, der Figuren zu Ehren der Jungfrau Maria, des Heiligen Laurentius und der Heiligen Agnes trug, wieder.
Von 1730 bis 1734 gab es größere Umbauten in der Kirche: Der Bildhauer Christian Friedrich Conrad aus Calbitz fertigte die Kanzel über dem Altar, Achatius Carl Porsch aus Wurzen schuf die Malerei.
1835 folgten vier neue Emporeträger, ein neues Männergestühl, neue Stühle „für Weiber und Schulknaben“. Auch wurden das Innere der Kirche erneuert und das Dach repariert. Die Baukosten betrugen 730 Taler, 6 Groschen und 2 Pfennige.
1872 wurde unter Emil Albert Fraustadt, Pfarrer in Luppa von 1854 bis 1881, die Kirche in ihrer ursprünglichen Anlage vollständig erneuert, die Pläne dazu stammten von Baumeister Hugo Altendorff. Dabei erhielt der Turm seine heutige Spitze. Die Kanzel wurde an die Südseite versetzt, die Sakristei angebaut und Dachreiter auf den Turm aufgesetzt. Im gleichen Jahr wurde die Turmuhr mit vier Zifferblättern von der Firma Zachariä aus Leipzig geliefert und eingebaut. Ab 1888 sorgte eine Niederdruckheizung für Wärme in der Kirche.
1914 wurde bei der Innenausmalung im Jugendstil der gotische Altar mit den 1872 erworbenen Figuren kombiniert. In seiner vermutlichen Ursprünglichkeit wurde der Flügelaltar 1962 in der Amtszeit von Pfarrer Baetz wieder aufgebaut und die Jugendstilbemalung der Apsis übermalt.
Seitlich links auf Höhe der Empore ist eine weiße Büste von Martin Luther angebracht.
1994 veranlasste Pfarrer Leonhardi die Instandsetzung der Sakristei. Die Kreuzigungsgruppe von 1872 wurde in der Sakristei aufgestellt und eine historische Eingangstür zur Kirche freigelegt.
In den Jahren 2006 bis 2008 erfolgte die Innenrestaurierung. Der Putz wurde teilweise erneuert. Die Jugendstil-Ausmalung von 1914 wurde wiederhergestellt. Im Altarraum wurden Sandsteinplatten und -stufen verlegt. Neue Kirchenbänke nach dem Vorbild der alten Bänke wurden eingebaut und eine Sitzbank-Strahlheizung installiert. Es wurden insgesamt rund 155.000 € investiert; davon waren rund 98.000 € Spenden, Eigenleistungen und Rücklagen der Kirchgemeinde.
Am 18. Mai 2008 wurde die Kirche von Superintendenten Albrecht Schmidt wieder geweiht.
Im Zeitraum Mai 2007 bis Mai 2008 wurde das kirchengemeindliche Leben in Luppa vom Projekt „Kirche-Kunst-Kultur“ unterstützt.

## Orgel

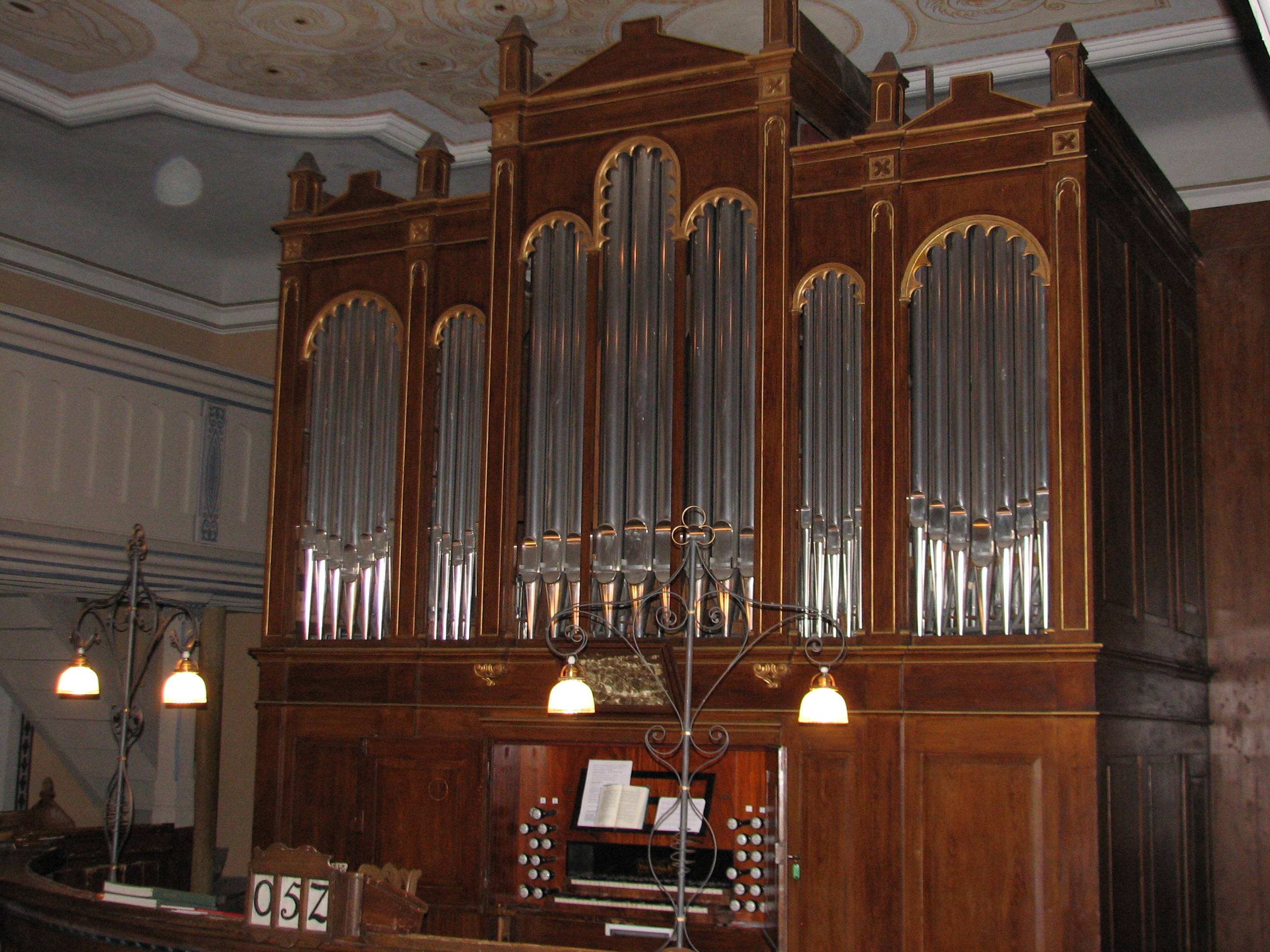
Kreuzbach-Orgel von 1863

Die heutige Orgel stammt aus dem Jahr 1863, sie wurde außen im Renaissance-Stil gestaltet. Erbaut hat sie Urban Kreuzbach aus Borna. Dank mehrmaliger Restaurierungen, so auch von Jehmlich Orgelbau Dresden (1977), ist sie weiter spielbar. Sie hat laut Orgeldatenbank ORKASA 24 Register (10-9-5) auf 2 Manualen und Pedal, zuletzt wurde sie 1997 von Orgelbauer Johannes Lindner aus Radebeul restauriert.
Die Orgel hat eine Spiel- und Registertraktur mit mechanischen Schleiflade, die Stimmtonhöhe beträgt 440 Hz und laut der Orgeldatenbank ORKASA folgende Disposition:
| I Hauptwerk C–e3 |                   |       |
|                  | Bordun            | 16′   |
|                  | Principal         | 8′    |
|                  | Viola da Gamba    | 8′    |
|                  | Rohrflöte         | 8′    |
|                  | Oktave            | 4′    |
|                  | Gedackt           | 4′    |
|                  | Quinte            | 2 ⁄3′ |
|                  | Oktave            | 2′    |
|                  | Cornett IV (ab g) |       |
|                  | Mixtur IV         |       |

| II Hinterwerk C–e3 |            |                     |
|                    | Gedackt    | 8′                  |
|                    | Salicional | 8′                  |
|                    | Flöte      | 8′                  |
|                    | Prinzipal  | 4′                  |
|                    | Rohrflöte  | 4′                  |
|                    | Gemshorn   | 4′                  |
|                    | Nassat     | 2 ⁄3′               |
|                    | Waldflöte  | 2′                  |
|                    | Äoline     | 2′ (1888 eingebaut) |

| Pedal C–e1 |           |     |
|            | Subbaß    | 16′ |
|            | Violinbaß | 16′ |
|            | Oktavbaß  | 8′  |
|            | Violonbaß | 8′  |
|            | Posaune   | 16′ |

- Koppeln: II/I, I/P

## Geläut
Die Kirche Luppa hat drei Kirchenglocken: Die große Bronze-Glocke mit dem Ton fis'  stammt aus dem Jahr 1437, ihr Gießer ist unbekannt. Zwei Glocken mit den Tönen ais'  und cis"  sind aus Eisenhartguss, sie stammen aus der Glockengießerei Schilling und Lattermann aus Apolda sowie Morgenröthe und wurden 1956 gegossen.

## Kirchgemeinde
2008 gehörten knapp 300 Mitglieder zur Evangelisch-Lutherischen Kirchgemeinde Luppa.
Der Pfarrersitz war bis 31. Dezember 2019 in Dahlen, die Kirchgemeinde gehörte zur Kirchgemeinde Dahlen-Großböhla mit den Schwesternkirchgemeinden Calbitz-Malkwitz und Luppa. Innerhalb der Schwesternkirchgemeinden hatte der Pfarrer die Verantwortung für fünf Kirchgemeinden.
Seit 1. Januar 2020 gilt in der Evangelisch-Lutherischen Landeskirche Sachsens die Kirchengebietsreform mit regional größeren Zuständigkeiten.
Die Pfarrer der Kirche Luppa
- 1533: Knoth, Valentin
- 1543: Claus, Urban
- 1566: Hennig, Daniel
- 1612: Franke, Ambrosius
- 1643: Schiffmann, Bernhard
- 1662: Kademann, August d. J.
- 1669: Ritter, Matthäus
- 1677: Scheucker, Johann Heinrich
- 1791: Frenkel, Moritz Gottlob
- 1803: Neumann, Wilhelm Friedrich
- 1805: Wendler, Johann Ludwig
- 1854: Fraustadt, Emil Albert
- 1881: Lange, Emil Oskar
- 1927–1958 Fraustadt, Gottfried Georg *Johannes[9]
- 1985: Leonhardi, Michael[10]
- seit 2009: Sehn, Andreas

## Varia

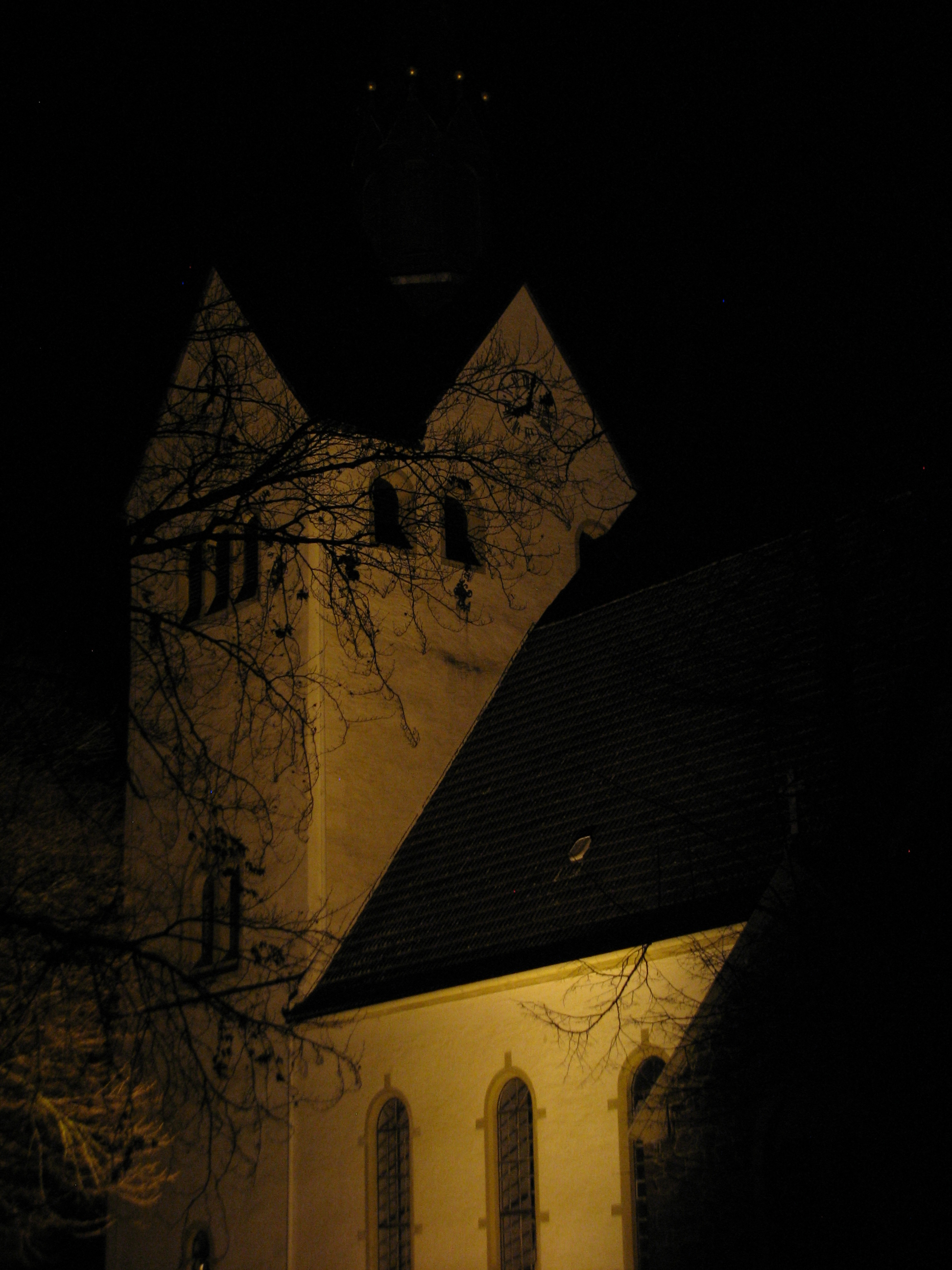
Kirche Luppa bei Nacht

- Mit Beginn der Dunkelheit wird die ortsbildprägende Kirche Luppa von außen angeleuchtet. Für die Kosten des Anstrahlens der Kirche sammelt der Heimatverein Luppa e.V. Spenden; der Strombedarf beträgt rund 4 Kilowattstunden (kWh) pro Nacht.[11]